# Rhynchina
Rhynchina is een geslacht van vlinders van de familie spinneruilen (Erebidae).

## Soorten
- R. abducalis Walker, 1858
- R. albidula Warren, 1913
- R. albiluna Hampson, 1902
- R. albiscripta Hampson, 1916
- R. angulifascia Moore, 1882
- R. angustalis Warren, 1888
- R. angustata Butler, 1879
- R. antistropha Vari, 1962
- R. aroa Bethune-Baker, 1908
- R. brunneipalpia Gaede
- R. buchanani Rothschild, 1921
- R. caerulescens Butler, 1889
- R. caesa Distant
- R. canariensis Pinker, 1962
- R. canestriata Hacker, 2004
- R. claudiae Lödl, 1998
- R. colabasis Felder, 1874
- R. columbaris Butler, 1878
- R. coniodes Vári, 1962
- R. cramboides Butler, 1889
- R. crassiquamata Hampson, 1910
- R. crassisquamata Hampson, 1910
- R. curvilinea Hampson, 1891
- R. changyangis Mayerl & Lödl, 1999
- R. deflexa (Saalmüller, 1891)
- R. desquamata Strand, 1920
- R. edii Mayerl, 1998
- R. endoleuca Hampson, 1916
- R. equalisella (Walker, 1863)
- R. ethiopica Hacker, 2011
- R. ferreipars Hampson, 1907
- R. heinrichharreri Lödl, 1998
- R. herbuloti Viette, 1965
- R. ides Bethune-Baker, 1908
- R. innotata Warren, 1913
- R. inornata Butler, 1886
- R. kengkalis Bremer, 1864
- R. leucodonta Hampson, 1910
- R. leucogonia Hampson, 1912

- R. lithinata Wileman & West, 1930
- R. markusmayerli Mayerl
- R. meeki Bethune-Baker, 1908
- R. michaelhaeupli Lödl & Gaal, 1998
- R. morosa Butler, 1879
- R. paliscia Bethune-Baker, 1911
- R. pallidinota Hampson, 1907
- R. perangulata Hampson, 1916
- R. pervulgaris Swinhoe, 1885
- R. pionealis Guenée, 1854
- R. poecilopa Vári, 1962
- R. poliopera Hampson, 1902
- R. reniferalis (Guenée, 1854)
- R. revolutalis (Zeller, 1852)
- R. rivuligera Butler, 1889
- R. rudolfmayerli Mayerl, 1998
- R. sagittalis (Rebel, 1948)
- R. sahariensis Rothschild, 1921
- R. sigillata Butler, 1889
- R. similalis Leech, 1889
- R. striga Felder, 1872
- R. talhamica Wiltshire, 1982
- R. talhanica Wiltshire, 1982
- R. taruensis Butler, 1898
- R. tenuipalpis Hampson, 1891
- R. tinctalis (Zeller, 1852)
- R. tripunctigera Berio, 1976
- R. undulalis Walker, 1865
- R. uniformis Hampson, 1891
- R. vigens Butler, 1878
- R. xylina Swinhoe, 1886
- R. yemenitica Hacker, 2011